# Kunstetagerne
Kunstetagerne er en kunstbygning i Hobro. Bygningen blev indtil 1980 brugt som bryggeri.

## Historie

### H.I .Bies Bryggeri
Hobro gamle bryggeri lukkede i 1980. Siden er hele komplekset med gærkældre, vognporte, lagre, ishus, bryghus, have og privatbolig blevet fredet, for at bevare det gamle industrimiljø, som bl.a. arkitekten Michael Gottlieb Bindesbøll har sat sit præg på.
Bies bryggeri blev grundlagt i 1841 af brødrene Anton og Frederik Bie som del af en større købmandsgård. Allerede i 1846 overtog den tredje bror Hans Jacob Bie virksomheden, som under hans ledelse gennemgik en stærk udvikling præget af industrialismens gennembrud. I 1851 blev alle de gamle udlænger i gården revet ned. Mod vest blev bygget de første 2 etager af det, som i dag er Kunstetagerne. Den grundmurede bygning rummede maltgøreri (dvs. maltgulve og maltkølle) og bryghus med tilhørende svalehus. Under svalehuset var en kælder, og desuden fandtes der i stueetagen en stald og et karlekammer. Langs gårdens nordlige side opførtes en enetages grundmuret bygning med pakhus, stalde og lade.
Pladsen blev snart for trang. Allerede i 1854 blev pakhuset forhøjet med to etager, og i 1857 blev maltgøreribygningen forhøjet med 1 etage til lager plus en magasinetage til kornloft. 
Nu stod bygningerne med de etager, vi kender i dag som Kunstetagerne.

### Fra bryghus til kunsthus
Virksomheden var i stadig udvikling, og produktionen blev gradvist flyttet. Siden slutningen af 1930'erne blev bryghus og pakhus primært brugt til kornloft og magasin.
Da bryggeriet lukkede, erhvervede daværende Hobro Kommune hele bygningskomplekset og haven.
Selve det gamle bryghus og pakhuset lå i nogle år ubenyttet hen. 
I 1986 blev der taget det første initiativ til at anvende den 5 etager høje bygning til udstillingsformål. Det blev en udstilling, som fyldte det meste af huset, og som også rummede arkitekt maa Thyge Thygesens skitseforslag for huse til kunstformål. I 1987 udstillede Skulpturcentret Veksølund i gården.
På grund af brandfare har det siden kun været den nederste etage, som er blevet brugt af Mariagerfjord Kunstforening med 6-12 udstillinger om året.

## Nuværende brug
Efter en total renovering af hele bryghuset er det i sommeren 2004 ombygget til kunstbygning med et samlet udstillingsareal på 1015 m² fordelt på 4 etager. Selv om bygningens fredede status har sat sine begrænsninger, er det lykkedes Fjordens Arkitekter maa i Hobro at skabe en funktionel udstillingsbygning.
Øverste etage rummer dele af Hobro Kunstsamling med dansk nutidskunst, herunder en stor samling af maleren Hans Henrik Lerfeldt. I de øvrige etager vises skiftende udstillinger i et samarbejde mellem Hobro Kunstsamling og Mariagerfjord Kunstforening. 
Det er stadig muligt at fornemme husets oprindelige funktion. Bjælkerummet, man træder ind i fra biblioteket, rummede den gamle hestestald – og karlekammer. Rundt på etagerne kan man finde gamle remtræk til maskiner og transportere. Øverst står bryggeriets store vandbeholder tæt ved en af de oprindelige siloer til kornspiring. Og mellem hanebjælkerne finder man en næsten kunstfærdigt udformet kværn, hvorfra kornet gennem firkantede trærør blev fordelt.